# كانياس دي ألبايدا
بلدية كنياس البيضاء أو (نقحرة: كانياس دي ألبايدا) (بالإسبانية: Canillas de Albaida) هي بلدية تقع في مقاطعة مالقة التابعة لمنطقة الأندلس جنوب إسبانيا.

## الديموغرافيا
بلغ عدد سكان بلدية كنياس البيضاء 947 نسمة عام 2011 (وفقاً للمعهد الوطني الإسباني للإحصاء).
| 659 | 680 | 752 | 775 | 854 | 918 | 947 |